# Edmond Tapissier
Edmond Tapissier, né le 14 juin 1861 à Lyon et mort le 27 avril 1943 à Treignac est un peintre, cartonnier de tapisserie, lithographe  et illustrateur français.

## Biographie
Fils d’un marchand de soie lyonnais, Edmond Antoine Anne Tapissier étudie d'abord à Lyon sous la direction de Jean-Baptiste Chatigny. À Paris, il suit les cours de l'Académie Colarossi de l'Académie Julian, puis entre aux Beaux-Arts de Paris dans les ateliers d'Alexandre Cabanel et de Fernand Cormon.
En 1902, il épouse Jeanne Bonin, originaire de Treignac.
Il expose au Salon des artistes français où il obtient une médaille de bronze en 1908, et à l'Exposition internationale des Arts décoratifs et industriels modernes de 1925.
On lui attribue l'illustration de livres d’enfants et notamment Sam et Sap publié en 1908 sous le pseudonyme de Rose Candide pour le journal Saint-Nicolas, sur un texte de Georges Le Cordier, une des premières bande dessinées utilisant des phylactères.
Il publie également de nombreux dessins ou caricatures dans Le Petit Journal durant la Première Guerre mondiale.
Il entreprend de nombreux voyages en Russie, Italie, Grèce, Proche-Orient et Turquie.
En 1927, il est nommé chevalier de la Légion d’honneur.
Il réalise des cartons de tapisserie pour la manufacture de Beauvais et la manufacture des Gobelins.
Il décore aussi des églises et des mairies.

## Confusion avec les pseudonymes: E. Tap et Rose Candide
Rose Candide a d'abord été identifiée comme un pseudonyme du peintre Edmond Tapissier par un passionné de bandes dessinées, Georges Jouet, notaire à Caen. En effet les dessins de Rose étant très proches de ceux d'un autre illustrateur signant E. Tap, on rapprocha ce nom de celui d'Edmond Tapissier. Par la suite le même Georges Jouet découvrira un certain Émile Tap (1876-1940) qui aurait bien existé et qui aurait été greffier de la Commune libre de Montmartre.

## Collections publiques
- Bourg-la-Reine, hôtel de ville, salle du Conseil : La Cueillette des roses, Les Beaux fruits, La Céramique, 1913, peintures murales[3].
- Brive-la-Gaillarde[Où ?].
- Lyon[Où ?].
- Nemours, Château-Musée : La Dentellière, 1889, huile sur toile, 123 x 103 cm. 1901.24.1.
- Saint-Denis, musée d'Art et d'Histoire.
- Tulle[Où ?].

Œuvres d'Edmond Tapissier
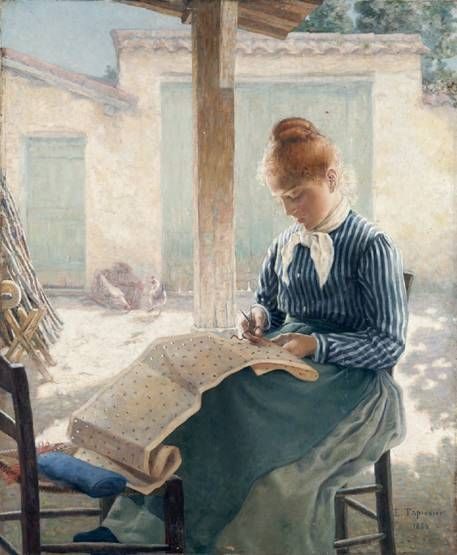
La Dentellière (1889), huile sur toile. Nemours, Château-Musée, Inv. 1901.24.1.
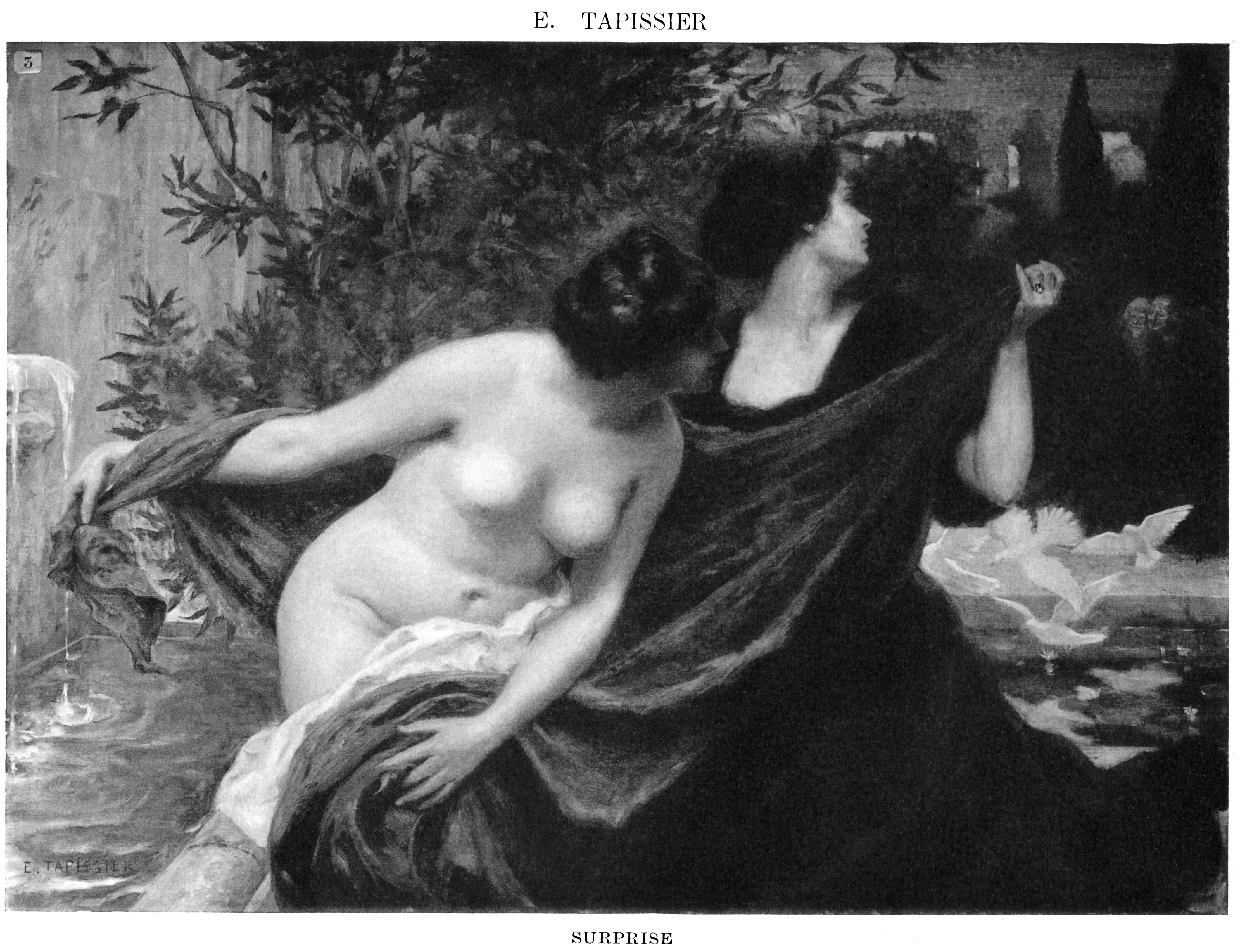
Surprise (Salon de 1901), localisation inconnue[4].
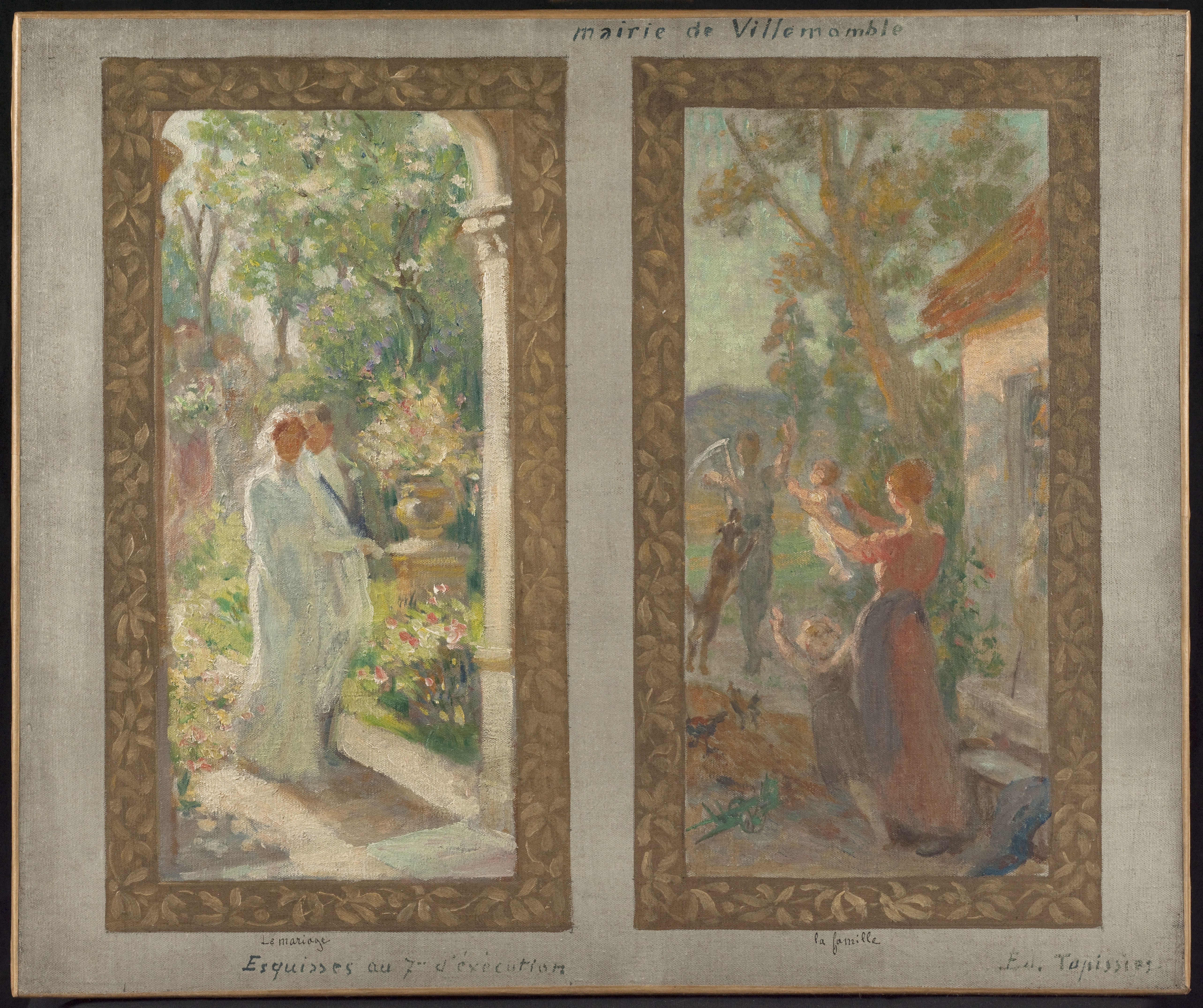
Esquisse pour la mairie de Villemonble : Le mariage - La famille (vers 1913), Paris, Petit Palais.
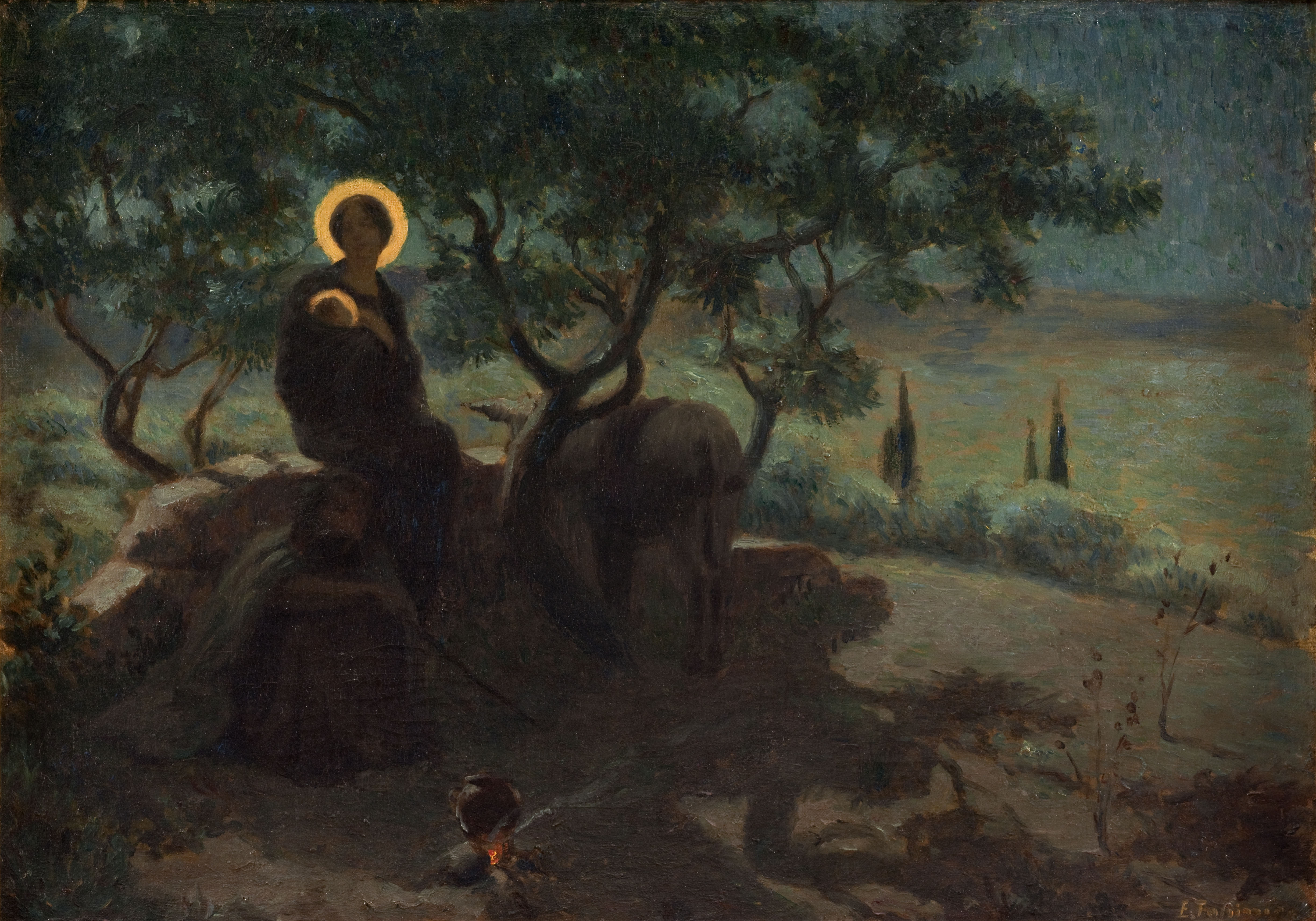
La Fuite en Égypte (vers 1915), Paris, Petit Palais.